# Строганов, Михаил Викторович
Михаи́л Ви́кторович Стро́ганов (род. 26 апреля 1952, Калинин, СССР) — советский и российский литературовед, доктор филологических наук, профессор. Основная сфера научных интересов — литературное краеведение и культурологическое изучение пространства, творчество русских писателей XIX в., фольклор, интертекстуальные связи русской литературы, источниковедение и комментирование. Член правления Общества любителей книги Тверской области, председатель городского отделения Общества любителей книги, председатель Тверского краеведческого общества.

## Биография
Родился в 1952 году в г. Калинине. После окончания школы в 1969 поступил на филологический факультет Калининского педагогического института (с 1971 года — университет). По окончании университета преподавал русский язык и литературу в Микшинской средней школе Лихославльского р-на Калининской обл.
- С 1975 г. работал в Калининском (ныне Тверском) государственном университете (ТвГУ). В 1982 защитил кандидатскую диссертацию «Декабристы и декабристская литература в творчестве Л. Н. Толстого», в 1991 — докторскую диссертацию «Человек в художественном мире Пушкина (проблемы поэтики)». С 1994 по 2012 гг. заведовал кафедрой истории русской литературы.
- В 2012-2015 гг. — ведущий научный сотрудник Государственного республиканского центра русского фольклора.
- С 2015 г. — профессор кафедры общего и славянского искусствознания Институт славянской культуры Российского государственного университета им. А. Н. Косыгина.
- С 2018 г. — ведущий научный сотрудник Института мировой литературы им. А. М. Горького РАН, отел Литературного наследства
- Приглашенный профессор в университетах Фрайбурга-им-Брайсгау (Германия), Тампере (Финляндия), Велико Тырново (Болгария), Гродно (Белоруссия), Великого Новгорода, Самары, Курска, Липецка, Новосибирска.
- Руководитель и исполнитель ряда проектов по грантам Российского гуманитарного научного фонда (с 1997), Института Открытое общество (2000, 2001).
- Член Пушкинской комиссии РАН.
- Член редколлегии журналов «Культура и текст» (Барнаул), «Вестник Литературного института», «Литературный факт» (Москва).

Жена — доктор филологических наук, литературовед Евгения Нахимовна Строганова. Сын — журналист и гражданский активист Геннадий Михайлович Строганов.

## Научная деятельность
М. В. Строганов — автор более 600 печатных работ по истории и теории литературы, культурологии и фольклору, в том числе монографий «Л. Н. Толстой и декабристская литература» (1981), «Автор — герой — читатель и проблемы жанра» (1989), «Человек в художественном мире Пушкина» (1991), «Человек в русской литературе первой половины XIX века» (2001); статей о Н. А. Львове, В. А. Жуковском, А. С. Грибоедове, А. С. Пушкине, М. Ю. Лермонтове, И. А. Гончарове, Л. Н. Толстом, М. Е. Салтыкове-Щедрине, Л. И. Добычине и др.
Составитель и редактор собраний сочинений П. А. Плетнева (1992, 1998), А. М. Бакунина (2001), В. Г. Теплякова (2003, 2004); участник Полных собраний сочинений А. С. Пушкина, А. С. Грибоедова, С. Д. Дрожжина (3 т. Тверь: СФК-офис, 2016); трёхтомника «Тверь в записках путешественников» (2012—2014), сборников «На Калининском фронте Великой войны: Стихи и судьбы» (Ижевск, 2016), «Жестокие романсы» (Тверь, 2017) и др.
Редактор словарей-справочников «Художественное восприятие: основные термины и понятия» (1991), «Эстетические отношения искусства и действительности» (1998); «Онегинская энциклопедия» (2 т. М.: Русский путь, 1999, 2003); «Литература и язык: Энциклопедия» (М.: Росмэн, 2007); «Словарь филологических терминов В. Г. Белинского» (Тверь: Твер. гос. ун-т, 2010); «Текст пространства: материалы к словарю» (Тверь: СФК-офис, 2014).
Автор и редактор книг «Лица филологов. Из истории кафедры литературы. 1919—1986» (1998, 2003); "Архимандрит Аввакум (Честной). Дневник кругосветного плавания на фрегате «Паллада» (1998); «Любовные похождения и военные походы» А. Н. Вульфа (1999); «Тверские поэты, современники Пушкина» (1999); «Две старицкие осени Пушкина» (1999); трёх сборников «Гений вкуса», посвящённых жизни и деятельности Н. А. Львова (2001, 2003); сборников «Спиридон Дрожжин глазами современников и потомков» (2001), «Тверской фольклор» (2003), Вульф А. Н. «Дневник 1827—1842 годов. Любовные похождения и военные походы» (2016) и др.
М. В. Строганов — организатор большого количества разнообразных по тематике научных конференций:
- художественное восприятие, книги и чтение (1986—2004);
- провинциальный текст в русской культуре (1997, 1998, 2001);
- вопросы краеведения (1987—2004), в том числе творчество Н. А. Львова (2001, 2003);
- тверской фольклор (ежегодные конференции «Фольклорное поле»).

Под его руководством защищены 5 докторских и 23 кандидатских диссертации.

## Почётные звания, награды и благодарности
- Почётный работник высшего профессионального образования Российской Федерации (2001).
- Заслуженный работник высшей школы Российской Федерации (2007).
- Почётный работник науки и образования Тверской области (2009).
- Памятная медаль Российской Муниципальной Академии «К 100-летию М. А. Шолохова» (2004).
- Медаль Российского Союза исторических городов и регионов «За вклад в наследие народов России» — за особые заслуги в деле сохранения и преумножения историко-культурного и природного наследия народов России (2004).
- Нагрудный знак «За заслуги в развитии Тверского государственного университета» (2010).
- Знак отличия Курского государственного университета «Знак почета» (2012).
- Медаль «И. И. Лажечников» администрации городского округа г. Коломна (2015).

## Основные публикации
- Две старицких осени Пушкина: литературоведческие очерки. — Тверь, 1999. — 208 с.
- Лев Толстой и декабристы: монография. — Тверь: Лилия Принт, 2006. — 124 с.
- Литературное краеведение: учебное пособие для учителей средних школ Тверской области. — Тверь: Научная книга, 2007. — 143 с.
- Историческая поэтика : учебное пособие. — Тверь: Твер. гос. Ун-т, 2007. — 152 с.
- Гений вкуса. Н. А. Львов: итоги и проблемы изучения. — Тверь: Твер. гос. ун-т, 2008. — 278 с., [52] л. ил. Совместно с Е. Г. Милюгиной.
- Литературное краеведение: учебное пособие для студентов филологических факультетов университетов. — Тверь: Твер. гос. Ун-т, 2009. — 196 с.
- Стихотворный альманах Н. В. Гоголя. Реконструкция замысла. — Тверь: ООО СФК-офис, 2014. — 148 с. Совместно с Е. М. Карповой.
- Жестокие романсы Тверской области: монография. — Тверь: Твер. гос. Ун-т, 2014. — 171 с. Совместно с Е. В. Петренко
- Русская культура в зеркале путешествий: Монография. Тверь: Твер. гос. ун-т, 2013. 176 с. Совместно с Е. Г. Милюгиной

## Редакторская деятельность
- Глинка Ф. Н. Стихотворения. — Тверь: Лилия-Принт, 2006. — 102 с. Совместно с Л. Л. Ерохиной.
- Фольклор Тверской губернии : сборник Ю. М. Соколова и М. И. Рожновой. 1919—1926 гг. — СПб.: Наука, 2003. — 646 с. Совместно с И. Е. Ивановой.
- Русские писатели и Тверской край: учебное пособие для студентов гуманитарных факультетов университетов. — Тверь: Твер. гос. Ун-т, 2009. — 320 с.; прил.: лит. карты Твери и Тверской обл. Совместно с И. А. Трифаженковой.
- Война 1812 года и концепт ‘отечество’. Из истории осмысления государственной и национальной идентичности в России : исследование и материалы. — Тверь: СФК-Офис, 2012. — 688 с., [48] с. ил.
- Башилов А. А. Собрание сочинений. — Тверь: СФК-Офис, 2013. — 368 с. Совместно с Е. А. Чистяковой.
- Плетнев Петр. Полное собрание стихотворений. — Минск: Лимариус, 2014. — 290 с.
- Тверь в записках путешественников XVI—XIX веков. — Тверь: ТО «Книжный клуб», 2012. 416 с., ил. Тверь в записках путешественников. Вып. 2: Записки XVIII—XIX веков. — Тверь: Книжный клуб, 2013. — 436 с., ил. Тверь в записках путешественников. Выпуск 3: Водные пути Верхней Волги. Вторая половина XIX — начала XX века. — Тверь: Книжный клуб, 2014. — 464 с., ил. Совместно с Е. Г. Милюгиной.
- Текст пространства : материалы к словарю. — Тверь: СФК-офис, 2014. — 367 с. Совместно с Е. Г. Милюгиной.
- Дрожжин С. Д. Собрание сочинений : в 3 т. Т. 1 : Стихотворения. 1867—1894 / общая ред., подг. текстов, примеч., предисл., ил. — Тверь: СФК-офис, 2015. — 360 с., ил. В соавторстве.
- Дрожжин С. Д. Собрание сочинений : в 3 т. Т. 2 : Стихотворения. 1895—1929. Поэмы / общая ред., подг. текстов, примеч., предисл., ил. — Тверь: СФК-офис, 2015. — 328 с., ил. В соавторстве.
- Дрожжин С. Д. Собрание сочинений: в 3 т. Т. : 3. Воспоминания. Дневник / общая ред., подг. текстов, примеч., предисл., ил. — Тверь: СФК-офис, 2015. — 432 с., ил. В соавторстве.
- Любовные похождения и военные походы А. Н. Вульфа. Дневник 1827—1842 годов. Тверь: Вся Тверь, 1999. 352 с.. Вульф А. Н. Дневник 1827—1842 годов. Любовные похождения и военные походы. — М.: АСТ; CORPUS, 2016. — 464 с. Совместно с Е. Н. Строгановой.
- На Калининском фронте Великой войны : стихи и судьбы / Всероссийский историко-этнографический музей. — Ижевск: Принт-2, 2016. — 294 с. Совместно с В. В. Кузнецовым.
- Жестокие романсы / Сост. (в соавторстве с Е. В. Павловой), предисл., указ.- Тверь: СФК-Офис, 2017. — 360 с. — (Завидовские чтения. Краеведческая серия : вып. 1).